# Физическая невозможность смерти в сознании живущего
Физическая невозможность смерти в сознании живущего (англ. The Physical Impossibility of Death in the Mind of Someone Living) — художественная работа, созданная в 1991 году английским художником Дэмьеном Херстом, самым известным представителем группы Молодых британских художников (Young British Artists, YBA). Работа представляет собой резервуар с раствором формальдегида и помещённой туда тигровой акулой.
«Физическая невозможность смерти в сознании живущего» стала одним из самых знаковых образов современного искусства и символом Брит-арта (Brit-Art) во всём мире.
В связи с ухудшением состояния оригинальной 14-футовой (4,3 м) туши тигровой акулы она была заменена другой в 2006 году.

## Предпосылки создания и концепция
Работа была задумана Херстом во время его обучения в Голдсмитс в 1989 году. В 1991 Чарльз Саатчи предложил Херсту заплатить за любое произведение искусства, которое тот захочет создать. Акула сама по себе обошлась в 6000 фунтов, а общая стоимость произведения составила 50 000 фунтов. В то время эта сумма была такой внушительной, что британский таблоид The Sun опубликовал статью под названием «50 000 фунтов стерлингов за рыбу без чипсов».
Акула была поймана в заливе у побережья близ города Херви-Бей в Квинсленде, Австралия, специально нанятым для этого рыбаком. Как сказал Херст, ему нужно было что-то «достаточно большое, чтобы вас съесть». Резервуар сделан из стекла и стали и разделён на 3 куба. Масса произведения в общей сложности составляет 23 тонны.
Название «Физическая невозможность смерти в сознании живущего», говорит автор, — это «просто выражение, которое я использовал, чтобы описать для себя идею смерти». Сама идея была взята из диссертации Херста о гиперреальности, а также из работ Ричарда Лонго и Умберто Эко. Херст вспоминает, что ему нравилась поэтическая неуклюжесть названия из-за того, что оно выражало «что-то, чего там не было или было».
Впервые «Физическая невозможность смерти в сознании живущего» была выставлена в галерее Саатчи в Лондоне в 1991 году на выставке YBA I и вызвала огромный интерес прессы. Херста номинировали на премию Тернера, которая, однако, была присуждена Грэнвиллу Дэйви. Тем не менее в 2005 году Херст всё-таки получил эту премию за другую работу в формальдегиде — «Разделённые мать и дитя» (это произведение представляло собой части коровы и телёнка, помещённые в раздельные аквариумы).
Намерением Херста было заставить зрителя выйти из зоны комфорта, для чего он поместил в пространство галереи акулу, которая была «достаточно реальна, чтобы напугать». Изымая акулу из естественной среды обитания и помещая ее в формальдегид, создающий иллюзию жизни, Херст исследует наши самые большие страхи и трудности, связанные с адекватной попыткой их выразить. Он говорит: «Вы пытаетесь избежать [смерти], но она настолько значительна, что вы не можете. Это пугает, не правда ли?»
В 1997 году «Физическая невозможность смерти в сознании живущего» была включена в выставку «Sensation: Молодые британские художники из коллекции Саатчи» в Королевской академии в Лондоне. Десять лет спустя Херст выбрал эту работу в качестве своего центрального объекта на выставке «Re-Object» в музее современного искусства Кунстхаус Брегенц (Австрия), где также участвовали Джефф Кунс и Герхард Мерц. Выставка была посвящена исследованию влияния Марселя Дюшана, и каждый художник должен был представить своё произведение.

## Разложение и замена
В результате неправильного хранения туша акулы начала разлагаться. Ее форма изменилась, кожа покрылась глубокими морщинами, раствор в резервуаре стал мутным. Галерея Саатчи добавила в резервуар отбеливатель, что, по словам сотрудников студии Херста, только ускорило разложение. Наконец, в 1993 году работники галереи выпотрошили акулу и натянули её кожу на форму из стекловолокна. Херст прокомментировал: «Она выглядела уже не такой пугающей. Можно было понять, что не настоящая. Она не имела веса».
В 2004 году Чарльз Саатчи продал работу известному финансисту, миллиардеру и коллекционеру произведений искусства Стивену А. Коэну за сумму, размер которой не разглашался, но предполагалось, что она была не менее 8 миллионов долларов. Однако название книги Дона Томпсона «Чучело акулы за 12 миллионов долларов: любопытная экономика современного искусства» говорит о более высокой цене.
Когда Херст узнал о предстоящей продаже работы Коэну, он предложил заменить акулу. Замену финансировал Коэн, назвав расходы «несущественными» (для примера: один только процесс инъекции формальдегида, включая работу и материалы, обошёлся примерно в 100 000 долларов). Другая акула (самка в возрасте 25—30 лет) была поймана у побережья Квинсленда, убита и отправлена Херсту на грузовом судне в специальном 20-футовом (более чем шестиметровом) морозильнике. Перевозка заняла 2 месяца. Оливер Криммен, ученый и куратор отдела рыбы лондонского Музея естественной истории, оказал помощь в сохранении нового экземпляра. Для этого требовалось введение формальдегида в тело, а также замачивание его в течение двух недель в ванне с раствором формалина концентрацией 7 %. Для размещения акулы был использован оригинальный резервуар 1991 года.
Херст признал, что существует философский вопрос, может ли после замены акулы это произведение искусства считаться тем же.
Он заметил:
Это большая дилемма. Художники и консерваторы имеют разные мнения о том, что важнее: оригинальное произведение искусства или оригинальное намерение. Мой бэкграунд — концептуализм, поэтому я думаю, что намерение важнее. Это тот же объект. В общем, время рассудит.

## Другие варианты
Впоследствии Херст создал другие версии акулы и других животных в формальдегиде. Например, «Королевство» 2008 года, проданное на аукционе Sotheby’s за £9,6 млн (более чем на £3 млн выше предполагаемой суммы) — эта цена стала рекордной для работ в формальдегиде (предыдущая была продана за £1,8 млн).
Также Херст сделал миниатюрную версию «Физической невозможности смерти в сознании живущего» для музея миниатюр в Нидерландах. В данном случае он поместил в коробку (10 × 3,5 × 5 см) с формальдегидом гуппи.

## Реакция
В 2003 году под заголовком «Мертвая акула — это не искусство» Международная галерея стакизма (Stuckism International Centre and Gallery) выставила акулу, которая впервые была представлена общественности за 2 года до экспонирования соответствующей работы Херста, а разместил тогда эту хищную рыбину Эдди Сандерс в витрине своего магазина электротоваров в лондонском арт-районе Шордич. Последний, к слову, прославился как арт-район прежде всего благодаря творческому объединению «Молодые британские художники» (YBA или Britart), куда входил и Дэмьен Херст. Стакисты предположили, что Херст мог взять идею для своей работы у Сандерса.
В своей речи в Королевской Академии в 2004 году арт-критик Роберт Хьюз использовал «Физическую невозможность смерти в сознании живущего» как яркий пример того, что международный рынок искусства в то время был «культурной непристойностью». Не называя ни произведения, ни имени художника, он заявил, что следы кисти на кружевном воротнике на картине Веласкеса могут быть более радикальными, чем акула, «мрачно распадающаяся в своём резервуаре на другом берегу Темзы».
Тем, кто говорил, что кто угодно мог бы сделать эту работу, Херст ответил: «Но ведь не сделал, не так ли?»

## В массовой культуре
В художественном фильме «Щелкунчик и Крысиный Король» 2010 года есть сцена, в которой акула погибает от удара током в резервуаре с водой, и режиссёр Андрей Кончаловский ссылается на произведение Херста.